# Cratere Helicon
Helicon è un cratere lunare di 23,74 km situato nella parte nord-occidentale della faccia visibile della Luna.
Il cratere è dedicato all'astronomo greco Elicona.

## Crateri correlati
Alcuni crateri minori situati in prossimità di Helicon sono convenzionalmente identificati, sulle mappe lunari, attraverso una lettera associata al nome.
| Helicon | Coordinate            | Diametro (in km) |
| ------- | --------------------- | ---------------- |
| B       | 37°57′N 21°18′W       | 5,45             |
| C       | 40°04′48″N 26°15′36″W | 1,25             |
| E       | 40°29′24″N 24°10′48″W | 2,69             |
| G       | 41°46′12″N 24°54′36″W | 2,52             |